# Evangelii gaudium

Wappen des Papstes Franziskus

Evangelii gaudium („Freude des Evangeliums“ bzw. „Freude über das Evangelium“) ist das erste Apostolische Schreiben von Papst Franziskus. Es wurde am 24. November 2013 promulgiert und trägt den Untertitel: Über die Verkündigung des Evangeliums in der Welt von heute.

## Entstehungszusammenhang mit dem Jahr des Glaubens
Mit dem Apostolischen Schreiben Porta fidei vom 11. Oktober 2011 kündigte Papst Benedikt XVI. (2005–2012) für das Jahr 2012 ein Jahr des Glaubens an. In dieser Zeit „sollte intensiver über den Glauben nachgedacht werden, um allen, die an Christus glauben, zu helfen, ihre Zustimmung zum Evangelium bewußter und stärker werden zu lassen, vor allem in einem Moment tiefgreifender Veränderungen, wie ihn die Menschheit gerade erlebt.“. Die Bischofssynode hatte sich im Oktober 2012 zu ihrer 13. ordentlichen Vollversammlung in Rom versammelt und stand unter dem Motto „Neuevangelisierung für die Weitergabe des Glaubens“ (vgl. Nr. 14), wie es bereits in Porta fidei angekündigt worden war.
Das Jahr des Glaubens endete am 24. November 2013 mit einer Abschlussveranstaltung in Rom, gleichzeitig veröffentlichte Papst Franziskus das Apostolische Schreiben Evangelii gaudium und legte damit eine Exhortatio über die Verkündigung des Evangeliums in der Welt von heute vor.

## Fragestellung und Intention
Papst Franziskus schließt mit seinen Überlegungen zur Verkündigung des Evangeliums in der heutigen Welt an die von ihm in der Vergangenheit geäußerten Hinweise und Kritiken an und beabsichtigt, den Klerikern, den Personen des geweihten Lebens und den Laien Denkanstöße über den Zustand der Welt, der katholischen Kirche und zur Verkündigung des Evangeliums zu geben.
Er führt aus, das Apostolische Schreiben entspreche dem Wunsch der Teilnehmer an der Bischofssynode (EG [Evangelii Gaudium, Kapitel] Nr. 16). Es kann infolgedessen auch als ein „Nachsynodales Apostolisches Schreiben“ betrachtet werden. Die folgende Fragen sollten ausführlich behandelt werden (EG Nr. 17):
- Die Reform der Kirche im missionarischen Aufbruch
- Die Versuchungen der in der Seelsorge Tätigen
- Die Kirche, verstanden als die Gesamtheit des evangelisierenden Gottesvolkes
- Die Predigt und ihre Vorbereitung
- Die soziale Eingliederung der Armen
- Der Friede und der soziale Dialog
- Die geistlichen Beweggründe für den missionarischen Einsatz

Diese Fragen gäben im Wesentlichen wichtige Impulse. Der Papst vermeidet direkte Anweisungen oder Anordnungen. Er schneidet die Themenbereiche an, erklärt deren Bedeutung und gibt die Lösungsmöglichkeiten an die Adressaten weiter. Im Teilabschnitt „Anliegen und Grenzen dieses Schreibens“ erklärt er, es sei nicht angebracht, dass der Papst die örtlichen Bischöfe in der Bewertung aller Problemkreise ersetze, die in ihren Gebieten auftauchten. In diesem Sinn spüre er „die Notwendigkeit, in einer heilsamen ‚Dezentralisierung‘ voranzuschreiten“. (EG Nr. 16)

## Inhalt
Das Schreiben besteht aus einer Einleitung und fünf Teilen, denen weitere Kapitel folgen. Die einzelnen Blöcke sind mit einer Ordnungsziffer versehen.

### Einleitung: Die Freude des Evangeliums
I. Freude, die sich erneuert und sich mitteilt [2–8]
II. Die innige und tröstliche Freude der Verkündigung des Evangeliums [9–10]
Eine ewige Neuheit [11–13]
III. Die neue Evangelisierung für die Weitergabe des Glaubens [14–15]
Anliegen und Grenzen dieses Schreibens [16–18]

### Erstes Kapitel: Die missionarische Umgestaltung der Kirche
Die missionarische Umgestaltung der Kirche [19]
I. Eine Kirche „im Aufbruch“ [20–23]
Die Initiative ergreifen, sich einbringen, begleiten, Frucht bringen und feiern [24]
II. Seelsorge in Neuausrichtung [25–26]
Eine unaufschiebbare kirchliche Erneuerung [27–33]
III. Aus dem Herzen des Evangeliums [34–39]
IV. Die Mission, die in den menschlichen Begrenzungen Gestalt annimmt [40–45]
V. Eine Mutter mit offenem Herzen [46–49]

### Zweites Kapitel: In der Krise des gemeinschaftlichen Engagements
In der Krise des gemeinschaftlichen Engagements [50–51]
I. Einige Herausforderungen der Welt von heute [52]
Nein zu einer Wirtschaft der Ausschließung [53–54]
Nein zur neuen Vergötterung des Geldes [55–56]
Nein zu einem Geld, das regiert, statt zu dienen [57–58]
Nein zur sozialen Ungleichheit, die Gewalt hervorbringt [59–60]
Einige kulturelle Herausforderungen [61–66]
Herausforderungen der Inkulturation des Glaubens [67–70]
Herausforderungen der Stadtkulturen [71–75]
II. Versuchungen der in der Seelsorge Tätigen [76–77]
Ja zur Herausforderung einer missionarischen Spiritualität [78–80]
Nein zur egoistischen Trägheit [81–83]
Nein zum sterilen Pessimismus [84–86]
Ja zu den neuen, von Jesus Christus gebildeten Beziehungen [87–92]
Nein zur spirituellen Weltlichkeit [93–97]
Nein zum Krieg unter uns [98–101]
Weitere kirchliche Herausforderungen [102–109]

### Drittes Kapitel: Die Verkündigung des Evangeliums
Die Verkündigung des Evangeliums [110]
I. Das ganze Volk Gottes verkündet das Evangelium [111]
Ein Volk für alle [112–114]
Ein Volk der vielen Gesichter [115–118]
Alle sind wir missionarische Jünger [119–121]
Die evangelisierende Kraft der Volksfrömmigkeit [122–126]
Von Mensch zu Mensch [127–129]
Charismen im Dienst der evangelisierenden Gemeinschaft [130–131]
Die Welt der Kultur, des Denkens und der Erziehung [123–134]
II. Die Homilie [135–136]
Der liturgische Kontext [137–138]
Das Gespräch einer Mutter [139–141]
Worte, die die Herzen entfachen [142–144]
III. Die Vorbereitung auf die Predigt [145]
Der Dienst der Wahrheit [146–148]
Der persönliche Umgang mit dem Wort [149–151]
Die geistliche Lesung [152–153]
Ein Ohr beim Volk [154–155]
Pädagogische Mittel [156–159]
IV. Eine Evangelisierung zur Vertiefung des Kerygmas [160–162]
Eine kerygmatische und mystagogische Katechese [163–168]
Die persönliche Begleitung der Wachstumsprozesse [169–173]
Am Wort Gottes orientiert [174–175]

### Viertes Kapitel: Die soziale Dimension der Evangelisierung
Die soziale Dimension der Evangelisierung [176]
I. Die gemeinschaftlichen und sozialen Auswirkungen des Kerygmas [177]
Bekenntnis des Glaubens und soziale Verpflichtung [178–179]
Das Reich, das uns ruft [180–181]
Die Lehre der Kirche zu den sozialen Fragen [182–185]
II. Die gesellschaftliche Eingliederung der Armen [186]
Gemeinsam mit Gott hören wir einen Schrei [187–193]
Treue zum Evangelium, um nicht vergeblich zu laufen [194–196]
Der bevorzugte Platz der Armen im Volk Gottes [197–201]
Wirtschaft und Verteilung der Einkünfte [202–208]
Sich der Schwachen annehmen [209–216]
III. Das Gemeingut und der soziale Frieden [217–221]
Die Zeit ist mehr wert als der Raum [222–225]
Die Einheit wiegt mehr als der Konflikt [226–230]
Die Wirklichkeit ist wichtiger als die Idee [231–233]
Das Ganze ist dem Teil übergeordnet [234–237]
IV. Der soziale Dialog als Beitrag zum Frieden [238–241]
Der Dialog zwischen Glaube, Vernunft und den Wissenschaften [242–243]
Der ökumenische Dialog [244–246]
Die Beziehungen zum Judentum [247–249]
Der interreligiöse Dialog [250–254]
Der soziale Dialog in einem Kontext religiöser Freiheit [255–258]

### Fünftes Kapitel: Evangelisierende mit Geist
Evangelisierende mit Geist [259–261]
I. Motivationen für einen neuen missionarischen Schwung [262–263]
Die persönliche Begegnung mit der rettenden Liebe Jesu [264–267]
Das geistliche Wohlgefallen, Volk zu sein [268–274]
Das geheimnisvolle Wirken des Auferstandenen und seines Geistes [275–280]
Die missionarische Kraft des Fürbittgebets [281–283]
II. Maria, die Mutter der Evangelisierung [284]
Ein Geschenk Jesu an sein Volk [285–286]
Der Stern der neuen Evangelisierung [287–288]

## Rezeption
In seiner ersten Würdigung zum Apostolischen Schreiben sagte Erzbischof Robert Zollitsch (Erzbischof von Freiburg und damaliger Vorsitzender der Deutschen Bischofskonferenz): 

„Mit einer beeindruckenden Analyse der derzeitigen Situation legt uns Papst Franziskus in klarer und erfrischender Sprache eine geistliche Entfaltung davon vor, was es heißt, als Kirchen einen neuen Aufbruch zu wagen.“

### Mediale Resonanz (Auswahl)
- Beeindruckende Analyse, Katholische Kirche in Deutschland, katholisch.de (26. November 2013)
- Franziskus’ Reformpläne, tagesschau.de (Stand: 26. November 2013 18:14 Uhr)
- Papstschreiben „Evangelii Gaudium“: Franziskus will Kirche komplett reformieren, spiegel online panorama (26. November 2013 – 12:41 Uhr)
- Der Traum des Papstes, stern.de, (27. November 2013, 07:17 Uhr)
- Papst Franziskus: Mehr Räume für Frauen in der Kirche, RP online (26. November 2013, 12.45 Uhr)
- Papst-Kritik: „Wirtschaftssystem in der Wurzel ungerecht“, Handelsblatt (26. November 2013, 12:11 Uhr, aktualisiert 26. November 2013, 14:32 Uhr)
- Papst lässt neue Lebenswirklichkeit aufscheinen, die Zeit, 27. November 2013
- Papst Franziskus will Kirche grundlegend reformieren, Badische Zeitung, 29. Dezember 2013

### Oratorium
Im Auftrag des Bistums Limburg schrieb Peter Reulein die Musik für das Oratorium Laudato si‘ – ein franziskanisches Magnificat zu dem Libretto von Helmut Schlegel. Dieses Werk basiert auf der lateinischen Fassung des Magnificats und beinhaltet unter anderem Texte aus Evangelii gaudium. Die Uraufführung des Oratoriums fand am 6. November 2016 im Limburger Dom statt.

## Textausgaben

### Gedruckte Ausgaben
- Die frohe Botschaft Jesu, Evangelii Gaudium, Verlag St. Benno, 184 Seiten, 11 × 19 cm, gebunden, ISBN 978-3-746-24080-0
- Die Freude des Evangeliums, Verlag Herder, 320 Seiten, 12 × 19 cm, kartoniert, ISBN 978-3-451-33492-4
- Apostolisches Schreiben EVANGELII GAUDIUM des Heiligen Vaters Papst Franziskus, Sekretariat der Deutschen Bischofskonferenz (Hrsg.), Bonn 2013, 196 S.

### Online-Ausgabe und Zusammenfassungen
- Apostolisches Schreiben - Evangelii Gaudium des Heiligen Vaters Papst Franziskus an die Bischöfe, an die Priester und Diakone, an die Personen geweihten Lebens und an die christgläubigen Laien über die Verkündigung des Evangeliums in der Welt von heute, 26. November 2013, auf Vatican.va
- Bernd Hagenkord: „Revolution der zärtlichen Liebe“, Radio Vatikan Blog, 26. November 2013
- Kommentar und Zusammenfassung von Vittorio Bellavite, Koordinator von “Noi Siamo Chiesa”, 27. November 2013, auf wir-sind-kirche.de
- Felix Körner: „Offen in Wahrheit und Liebe. Evangelii Gaudium und der katholisch-muslimische Dialog“, Christlich-islamische Begegnungs- und Dokumentationsstelle (CIBEDO) Beiträge 1/2014.